# Vidar
Vidar (v originalu Víðarr) je nordijsko božanstvo, sin Odina in velikanke Gridr.
Vidar je po nordijski mitologiji eden od redkih bogov, ki so preživeli Ragnarök, končno usodo bogov. V bitki naj bi pokončal Fenrirja, ki je pred tem požrl njegovega očeta, boga Odina.